# 邵玉銘
邵玉銘（1938年11月3日—），中華民國學者及政治人物，生於中華民國嫩江省兰西县，中國國民黨籍，曾任行政院新聞局局長、中國國民黨副秘書長、外交部北美事務協調委員會主任委員、公視董事長、華視董事長、國立政治大學外交研究所所長、政大國際關係研究中心主任等職務。

## 生平
邵玉銘畢業於國立政治大學外交系，後獲美國芝加哥大學歷史學博士，曾任教於美國聖母大學及馬里蘭大學。後返台從政。1982年—1987年擔任政大外交研究所所長、政大國際關係研究中心主任，1987年—1991年任行政院新聞局長，於任內代表中華民國政府宣布解除戒嚴。1991年因個人婚外情問題而辭職回任政大國關中心主任。後於1999年—2001年任國民黨副秘書長、2001年—2003年任《中央日報》董事長兼社長。馬英九就任總統後，曾於2009年—2012年任外交部北美事務協調委員會主委。2013年7月29日，成為延宕30個月的公共電視文化事業基金會第五屆董事長。

## 主要著作
- 《文學、政治、知識分子》
- 《傳教士·教育家·大使——司徒雷登與中美關係》
- 《保釣風雲錄：一九七○年代保衛釣魚台運動知識分子之激情、分裂、抉擇》
- 《此生不渝：我的台灣、美國、大陸歲月》

## 家庭
- 第一任妻子：盧秀菊，著有《回首暮雲平：盧秀菊回憶錄》。
- 長子：邵漢儀(Han-Yi Shaw)。目前任職於美國微軟。
- 長女：邵梅儀(May-Yi Shaw)。目前任教於香港科技大學。
- 第二任妻子：靳秀麗。1991年，邵玉銘與華視新聞主播靳秀麗的婚外情被媒體揭露，邵玉銘因而丟官，靳秀麗黯然離開台灣、出國留學，邵玉銘與盧秀菊離婚，從此沈潛多年。2003年初，邵玉銘與靳秀麗結婚。[1]

## 外部連結
| 官衔          | 官衔                                                          | 官衔          |
| ------------- | ------------------------------------------------------------- | ------------- |
| 行政院        |                                                               |               |
| 前任： 張京育 | 行政院新聞局長 第十一任 1987年4月22日－1991年9月20日          | 繼任： 胡志強 |
| 前任： 朱文祥 | 外交部北美事務協調委員會主任委員 2009年5月13日－2012年5月20日 | 繼任： 李大維 |